# Stanton Friedman
Stanton T. Friedman, född 29 juli 1934 i Elizabeth, New Jersey, död 13 maj 2019 i Toronto, Ontario, var en amerikansk-kanadensisk nukleärfysiker och ufolog. Friedman jobbade med att skriva böcker och hålla tal på olika universitet om sin forskning och teorier under de senaste 29 åren.

## Utbildning
Friedman studerade på Chicagos universitet och gick ut med utmärkelser inom kärnfysik.

## Jobb
Friedman blev anställd som kärnfysiker på företag som General Electric, General Motors, Westinghouse, TRW Systems, Aerojet General Nucleonics och McDonnell Douglas. Han jobbade på projekt som handlade om kärnkraft och dess användning inom olika områden. 

## UFOn

### Forskning
Friedman blev intresserad av UFOn redan under 1960-talet då han helt koncentrerade sig på UFO-studier. Han är kanske den förste personen som undersökte Roswell-kraschen. Många av hans idéer har även inspirerats av Majestic-12-dokumenten.
Friedman stödjer starkt den utomjordiska hypotesen, d.v.s. att UFO:n är materiella objekt och styrs av intelligenta varelser (det finns andra teorier om att UFO:n kan vara interdimensionella ting, demoner eller änglar och så vidare). 

### Teorier
Friedman anser att bara en fraktion av alla dokumenterade UFO-rapporter är observationer av maskiner som är designade, byggda och styrda av utomjordiska varelser från en annan planet som är här för att besöka eller studera vår planet. Han anser att UFO:n är rationella konstruktioner som lyder universums fysiska lagar, men att människan ännu inte vet hur de fungerar.
Friedman hävdar att UFO-kraschen i Roswell 1947 var en utomjordisk farkost, som kraschade på grund av en storm. Farkosten kommer från ett utomjordiskt moderskepp, och utomjordingarna kommer från solsystemet Zeta Reticuli. Han säger också att USA:s regering hämtade både farkosten och passagerarna, flyttade dem till en okänd plats (troligen Area 51), och att de än idag vägrar att erkänna att det finns utomjordingar.

## Verk

### Böcker
- Top Secret/Majic (1997)
- Crash at Corona: The U.S. Military Retrieval and Cover-Up of a UFO (2004)
- Top Secret/Majic: Operation Majestic-12 and the United States Government's UFO Cover-up (2005)

### Webbfilmer
- Safespace - Fastwalkers - Vintern 2006
- UFOs: Stanton Friedman's revelation - en intervju med Stanton Friedman